# مارك سميث (لاعب كرة قدم مواليد 1973)
مارك سميث (بالإنجليزية: Mark Smith)‏ هو لاعب كرة قدم بريطاني في مركز حراسة المرمى، ولد في 2 يناير 1973 في برمنغهام في المملكة المتحدة. لعب مع نادي موركامب.